# Jonas Åhman
Jonas Åhman, född 20 november 1729 i Stockholm, död 5 maj 1761 i Maria Magdalena församling, Stockholm, var en svensk violinist, kompositör och organist i Stockholm.

## Biografi
Jonas Åhman föddes 1729 i Stockholm. Han var organist i Skeppsholms församling och arbetade även som hovkapellist, tonsättare och violinist. Åhman avled 1761 i Stockholm.

## Kompositioner
- Konsert i F-dur.